# Pimelinsav
A pimelinsav szerves vegyület, képlete HOOC(CH2)5COOH. A dikarbonsavak sorában az adipinsavat követi.
2,6-diamino-származéka a lizin prekurzora annak növényi bioszintézisében. (Az állatok számára a lizin esszenciális aminosav.) Ciklohexanonból és szalicilsavból állítják elő.

## Fordítás
Ez a szócikk részben vagy egészben  a   Pimelic acid című angol Wikipédia-szócikk ezen változatának fordításán alapul.  Az eredeti cikk szerkesztőit annak laptörténete sorolja fel. Ez a jelzés csupán a megfogalmazás eredetét és a szerzői jogokat jelzi, nem szolgál a cikkben szereplő információk forrásmegjelöléseként.